# Spectre du bonze

Le spectre du bonze ou Comment Tajima Shume a été tourmenté par un Diable de sa propre création est un ancien conte bouddhique que racontent les mères à leurs enfants en guise de morale.

## Le conte
Le récit commence près de la ville de Nagoya. Dans le fond d'une auberge, dans le coin le plus reculé, un moine mange son frugal repas. Il a pour habitude de s'arrêter en cet endroit pour se reposer quelque peu et dormir avant de reprendre sa route vers Kyôto.
Près de lui un rônin attend son dîner. Ce dernier adresse la parole à son voisin:
- Je me nomme Tajima Shume, je me rends à Kyôto par la route orientale de la mer.
- Moi aussi répond le prêtre.
- Pourquoi, au lieu d'aller chacun de notre côté, ne ferions nous pas route ensemble?
Bonze et rônin décident donc de faire en compagnie l'un de l'autre les cinquante trois étapes qui les séparent de Kyôto. Ils portent pour tout bagage un petit baluchon appartenant au bonze et deux épées, seule richesse du rônin.
Chemin faisant, le prêtre, dont Tajima Shume a su conquérir la confiance, fait part à ce dernier qu'il transporte deux cents onces d'argent dans son baluchon. Cette somme est le fruit de plusieurs années de mendicité. Il les a mis de côté pour élever une statue de Bouddha en signe de reconnaissance.
Tajima Shume pense qu'il n'a jamais possédé une telle somme alors qu'il a si souvent risqué sa vie pour son daimyô. « Je suis maintenant dans la misère; je suis vieux et vais avoir quarante ans. Cette somme m'arrangerait bien et me permettrait d'envisager l'avenir avec sérénité ».
La cupidité commence à troubler l'esprit de Tajima Shume. Un moment, il pense s'approprier le bien du prêtre mais chasse vite cette idée de ses pensées.
Les compagnons arrivent à Kuana. C'est là qu'il faut prendre un bateau à voile pour traverser le bras de mer jusqu'à l'autre rive et poursuivre la route qui mène à Kyôto. Pendant la traversée, le rônin, montre un poisson au bonze. Celui-ci se penche. Mû par la jalousie, le rônin le pousse à l'eau. Après s'être débattu quelques instants, le prêtre disparaît. Tajima Shume fond en larmes et pleure celui qu'il dit être de sa famille. Afin d'éviter des complications, tous les passagers du voilier décident de ne pas relater l'accident aux autorités. Shume fera une déclaration en arrivant à Kyoto.
Parvenu dans la ville avec son butin, il range ses armes au fond d'un coffre. Il décide d'ouvrir un commerce et de s'appeler désormais Tokubei, négociant en riz.
Les affaires prospérant, il devient riche et s'abîme dans le travail pour faire taire le remords qui le ronge.
Trois ans se sont écoulés. Tokubei ne réussit pas à calmer sa conscience. Elle lui rappelle sans arrêt qu'il doit sa fortune à un meurtre et qu'il aurait dû vaincre la tentation.
Tokubei rêve qu'il se promène dans son jardin. Ses yeux fixent un pin. Il a l'impression d'y voir, caché parmi les branches, une silhouette humaine décharnée, au crâne rasé, aux joues creuses, au visage ridé. Mais oui; pas de doute possible; il reconnaît le bonze. Le guerrier, intrépide, se saisit de son épée et traverse l'apparition de part en part. Mais le corps se reforme et commence à envelopper son adversaire. D'un coup d'épée, Tokubei tranche la tête du moine. Celle-ci vient se replacer d'elle-même sur le corps. Le combat dure toute la nuit et ne cesse qu'au petit matin. Le lendemain et le surlendemain, le même rêve se reproduit laissant Tokubei épuisé. Il ordonne d'abattre l'arbre d'où sort le prêtre. Peine perdue, le saint homme apparaît depuis un autre arbre. Tokubei tombe malade. « Le bonze se venge » pense-t-il. Les médecins révèlent leur impuissance face à ce mal étrange dont est victime le marchand.
Dans ce même quartier habite un moine qui vit dans le dénuement. Il a la réputation d'être sage et bon. La maladie de Tokubei parvient à ses oreilles. Alors, il décide d'aller trouver le riche commerçant. À cette vision, une crise d'une grande violence saisit Tokubei. Le moine s'approche et lui dit: « Oui c'est moi, le bonze que vous avez jeté à la mer, près de Kuana, voici trois ans. Dans mon enfance, j'ai appris à nager. Ce jour-là, cela m'a sauvé la vie ». Le prêtre a cherché à récupérer son bien mais n'a jamais pu trouver celui qui s'est présenté sous le nom de Tajima Shume. Il s'est remis à mendier. Il a construit la statue du Bouddha. « Lorsque j'ai entendu parler de votre mal, poursuit-il, j'en ai deviné la cause. Vous avez commis un crime abominable mais Bouddha nous dit de ne pas répondre à la haine par de la haine sinon comment cette dernière s'arrêtera-t-elle? Je vous pardonne ». 
Tokubei n'ose pas regarder sa victime qui lui sourit pourtant avec bonté. Il a honte: « Laissez-moi vous manifester mon repentir en vous rendant le double de la somme que je vous ai volée. Vous distribuerez cette aumône aux pauvres ».
C'est ainsi que le marchand Tokubei a retrouvé la santé avec la paix de l'âme. Nul ne se montre plus généreux que lui. Il mène, en vieillissant, une existence vertueuse et heureuse.
La morale de cette histoire: « Qui porte un joyau dans son sein porte du poison ».